# Sredna
Sredna (bułg. Средна) – wieś w Bułgarii, w obwodzie Błagojewgrad, w gminie Goce Dełczew. Miejscowość wyludniała, została usunięta w 2008.